# Список объектов всемирного наследия ЮНЕСКО в России
В списке Всеми́рного насле́дия ЮНЕ́СКО в Росси́йской Федера́ции значатся 33 наименования, это составляет 2,6 % от общего числа (1248 на 2025 год). 22 объекта включены в список по культурным критериям, причём 6 из них признаны шедевром человеческого гения (критерий i), и 11 объектов включены по природным критериям, причём 4 из них признаны природными феноменами исключительной красоты и эстетической важности (критерий vii). В 2023 году Россия занимает 9-е место в мире по общему количеству объектов всемирного наследия, а по числу природных объектов — 4-е наравне с Канадой (после Китая, США и Австралии).
После аннексии Крыма в 2014 году на подконтрольной властям РФ территории оказался древний город Херсонес Таврический и его хора. Российские власти рассматривают его как объект всемирного наследия на территории РФ. ЮНЕСКО же относит Херсонес Таврический к Всемирному наследию в Украине.
Кроме этого, по состоянию на 2024 год 31 объект на территории России находится в числе кандидатов на включение в список всемирного наследия. Союз Советских Социалистических Республик, правопреемницей которого является Россия, ратифицировал Конвенцию об охране всемирного культурного и природного наследия 12 октября 1988 года. Первые объекты, находящиеся на территории России, были занесены в список в 1990 году на 14-й сессии Комитета всемирного наследия ЮНЕСКО.

## Список
В данной таблице объекты расположены в порядке их добавления в список всемирного наследия ЮНЕСКО.
Цветом выделен объект, находящийся на контролируемой Россией территории Крымского полуострова, объекты которого ЮНЕСКО относит ко Всемирному наследию на Украине.
| №  | Изображение | Название | Местоположение | Время создания               | Год внесения в список   | №    | Критерии                    |
| -- | ----------- | --- | --- | ---------------------------- | ----------------------- | ---- | --------------------------- |
| 1  |             | Исторический центр Санкт-Петербурга и связанные с ним группы памятников                                                         | Федеральный округ: Северо-Западный Субъект федерации: город Санкт-Петербург | XVIII—XX века                | 1990                    | 540  | Культурные: i, ii, iv, vi   |
| 2  |             | Кижский погост | Федеральный округ: Северо-Западный Субъект федерации: Карелия Ближайший город: Петрозаводск | XVIII—XIX века               | 1990                    | 544  | Культурные: i, iv, v        |
| 3  |             | Московский Кремль и Красная площадь                                                                                             | Федеральный округ: Центральный Субъект федерации: город Москва | XIII—XVII века               | 1990                    | 545  | Культурные: i, ii, iv, vi   |
| 4  |             | Исторические памятники Великого Новгорода и окрестностей                                                                        | Федеральный округ: Северо-Западный Субъект федерации: Новгородская область Город: Великий Новгород | XI—XVII века                 | 1992                    | 604  | Культурные: ii, iv, vi      |
| 5  |             | Историко-культурный комплекс Соловецких островов                                                                                | Федеральный округ: Северо-Западный Субъект федерации: Архангельская область Ближайший город: Кемь | XVI—XVII века                | 1992                    | 632  | Культурные: iv              |
| 6  |             | Белокаменные памятники Владимира и Суздаля                                                                                      | Федеральный округ: Центральный Субъект федерации: Владимирская область Город: Владимир, Суздаль | XII—XIII века                | 1992                    | 633  | Культурные: i, ii, iv       |
| 7  |             | Архитектурный ансамбль Троице-Сергиевой лавры в городе Сергиев Посад                                                            | Федеральный округ: Центральный Субъект федерации: Московская область Город: Сергиев Посад | XV—XVIII века                | 1993                    | 657  | Культурные: ii, iv          |
| 8  |             | Церковь Вознесения в Коломенском (Москва)                                                                                       | Федеральный округ: Центральный Субъект федерации: город Москва | XVI век                      | 1994                    | 634  | Культурные: ii              |
| 9  |             | Девственные леса Коми | Федеральный округ: Северо-Западный Субъект федерации: Республика Коми | —                            | 1995                    | 719  | Природные: vii, ix          |
| 10 |             | Озеро Байкал | Федеральный округ: Сибирский Субъект федерации: Республика Бурятия и Иркутская область | —                            | 1996                    | 754  | Природные: vii, viii, ix, x |
| 11 |             | Вулканы Камчатки | Федеральный округ: Дальневосточный Субъект федерации: Камчатский край | —                            | 1996, 2001 (расширение) | 765  | Природные: vii, viii, ix, x |
| 12 |             | «Золотые горы Алтая» | Федеральный округ: Сибирский Субъект федерации: Республика Алтай | —                            | 1998                    | 768  | Природные: x                |
| 13 |             | Западный Кавказ | Федеральный округ: Южный Субъект федерации: Краснодарский край, республики Адыгея и Карачаево-Черкесия | —                            | 1999                    | 900  | Природные: ix, x            |
| 14 |             | Историко-архитектурный комплекс Казанского кремля                                                                               | Федеральный округ: Приволжский Субъект федерации: Республика Татарстан Город: Казань | XVI—XXI века                 | 2000                    | 980  | Культурные: ii, iii, iv     |
| 15 |             | Ансамбль Ферапонтова монастыря                                                                                                  | Федеральный округ: Северо-Западный Субъект федерации: Вологодская область Село: Ферапонтово | XV—XVII века                 | 2000                    | 982  | Культурные: i, iv           |
| 16 |             | Куршская коса | Федеральный округ: Северо-Западный Субъект федерации: Калининградская область Ближайший город: Зеленоградск (совместно с Литвой )                                                                                         | —                            | 2000                    | 994  | Культурные: v               |
| 17 |             | Центральный Сихотэ-Алинь: а) Сихотэ-Алинский заповедник б) заказник Горалий в) национальный парк Бикин                          | Федеральный округ: Дальневосточный Субъект федерации: Приморский край | —                            | 2001, 2018 (расширение) | 766  | Природные: x                |
| 18 |             | Убсунурская котловина | Федеральный округ: Сибирский Субъект федерации: Республика Тыва (Совместно с Монголией ) | —                            | 2003                    | 769  | Природные: ix, x            |
| 19 |             | Цитадель, старый город и крепостные сооружения Дербента                                                                         | Федеральный округ: Северо-Кавказский Субъект федерации: республика Дагестан | VI—XIX века                  | 2003                    | 1070 | Культурные: iii, iv         |
| 20 |             | Природный комплекс заповедника Остров Врангеля                                                                                  | Федеральный округ: Дальневосточный Субъект федерации: Чукотский автономный округ | —                            | 2004                    | 1023 | Природные: ix, x            |
| 21 |             | Ансамбль Новодевичьего монастыря (Москва)                                                                                       | Федеральный округ: Центральный Субъект федерации: город Москва | XVI—XVII века                | 2004                    | 1097 | Культурные: i, iv, vi       |
| 22 |             | Исторический центр Ярославля | Федеральный округ: Центральный Субъект федерации: Ярославская область Город: Ярославль | XVI—XX века                  | 2005                    | 1170 | Культурные: ii, iv          |
| 23 |             | Геодезическая дуга Струве (2 пункта)                                                                                            | Федеральный округ: Северо-Западный Субъект федерации: Ленинградская область Ближайший город: Кингисепп (совместно с Норвегией , Швецией , Финляндией , Эстонией , Латвией , Литвой , Белоруссией , Молдавией , Украиной ) | XIX век                      | 2005                    | 1187 | Культурные: ii, iii, vi     |
| 24 |             | Плато Путорана | Федеральный округ: Сибирский Субъект федерации: Красноярский край | —                            | 2010                    | 1234 | Природные: vii, ix          |
| 25 |             | Природный парк «Ленские столбы»                                                                                                 | Федеральный округ: Дальневосточный Субъект федерации: республика Якутия Ближайший город: Покровск | —                            | 2012                    | 1299 | Природные: viii             |
| 26 |             | Булгарский историко-археологический комплекс                                                                                    | Федеральный округ: Приволжский Субъект федерации: Республика Татарстан Ближайший город: Болгар | X—XV века                    | 2014                    | 981  | Культурные: ii, vi          |
| 27 |             | Ландшафты Даурии | Федеральный округ: Сибирский Край: Забайкальский (совместно с Монголией ) | —                            | 2017                    | 1448 | Природные: ix, x            |
| 28 |             | Успенский собор и монастырь острова-града Свияжск                                                                               | Федеральный округ: Приволжский Субъект федерации: Республика Татарстан Село: Свияжск | С XVI века                   | 2017                    | 1525 | Культурные: ii, iv          |
| 29 |             | Храмы псковской архитектурной школы                                                                                             | Федеральный округ: Северо-Западный Область: Псковская Город: Псков | С XII века                   | 2019                    | 1523 | Культурные: ii              |
| 30 |             | Петроглифы Онежского озера и Белого моря                                                                                        | Федеральный округ: Северо-Западный Республика: Карелия | 4—5 тыс. лет до н. э.        | 2021                    | 1654 | Культурные: iii             |
| 31 |             | Астрономические обсерватории Казанского федерального университета: а) Обсерватория КФУ б) Обсерватория имени В. П. Энгельгардта | Город: Казань Республика: Татарстан Федеральный округ: Приволжский | XIX век, 1901                | 2023                    | 1678 | Культурные: ii, iv          |
| 32 |             | Культурный ландшафт Кенозерья                                                                                                   | Область: Архангельская Федеральный округ: Северо-Западный | XII век                      | 2024                    | 1688 | Культурные: iii             |
| 33 |             | Наскальные рисунки в пещере Шульган-Таш                                                                                         | Республика: Башкортостан Федеральный округ: Приволжский | 19—16-е тысячелетия до н. э. | 2025                    | 1743 | Культурные: iii             |
| А  |             | Древний город Херсонес Таврический и его хора                                                                                   | Севастополь, Крым | V век до н. э. — XIV век     | 2013                    | 1411 | Культурные: ii, v           |

### Географическое расположение объектов
Количество объектов по федеральным округам:
- Северо-Западный — 11
- Центральный — 6
- Дальневосточный — 5/6
- Сибирский — 3/4
- Приволжский — 5
- Южный — 2
- Северо-Кавказский — 1
- Уральский — нет

## Предварительный список объектов-кандидатов
В таблице объекты расположены в порядке их добавления в предварительный список. В данном списке указаны объекты, предложенные правительством России в качестве кандидатов на занесение в список всемирного наследия.
Цветом выделены объекты, предложенные правительством Украины в качестве кандидатов на занесение в список всемирного наследия и находящиеся на контролируемой Россией территории Крымского полуострова.
| #  | Изображение | Название | Местоположение                                                                       | Время создания                      | Год внесения в список | №         | Критерии                                    |
| -- | ----------- | --- | ------------------------------------------------------------------------------------ | ----------------------------------- | --------------------- | --------- | ------------------------------------------- |
| 1  |             | Культурно-исторический ландшафт Асса—Джейрах (Джейрахско-Ассинский государственный историко-архитектурный и природный музей-заповедник) | Республика: Ингушетия Федеральный округ: Северо-Кавказский                           | V век до н. э.—XVII век             | 1996                  | 569       | Культурные                                  |
| 2  |             | Исторический центр Иркутска | Область: Иркутская Федеральный округ: Сибирский                                      | С XIX века                          | 1998                  | 1166      | Культурные                                  |
| 3  |             | Ростовский кремль | Город: Ростов Великий Область: Ярославская Федеральный округ: Центральный            | XVII век                            | 1998                  | 1185      | Культурные: ii, iii, iv, vi                 |
| 4  |             | Исторический центр Енисейска | Край: Красноярский Федеральный округ: Сибирский                                      | С XVII века                         | 2000                  | 1460      | Культурные: ii, iii, iv                     |
| 5  |             | Петроглифы Сикачи-Аляна | Край: Хабаровский Федеральный округ: Дальневосточный                                 | 13—10 тысяч лет назад               | 2003                  | 1787      | Культурные                                  |
| 6  |             | Командорские острова | Ближайшее поселение: Никольское Край: Камчатский Федеральный округ: Дальневосточный  | —                                   | 2005                  | 1997      | Природные: vii, viii, ix, x                 |
| 7  |             | Магаданский заповедник | Область: Магаданская Федеральный округ: Дальневосточный                              | —                                   | 2005                  | 1998      | Природные: vii, viii, ix, x                 |
| 8  |             | Красноярские столбы | Ближайший город: Красноярск Край: Красноярский Федеральный округ: Сибирский          | —                                   | 2007                  | 5113      | Природные: vii, viii, ix, x                 |
| 9  |             | Васюганские болота | Области: Новосибирская, Томская, Омская Федеральный округ: Сибирский                 | —                                   | 2007                  | 5114      | Природные: vii, viii, ix, x                 |
| 10 |             | Ансамбль Астраханского кремля | Город: Астрахань Область: Астраханская Федеральный округ: Южный                      | XVI век                             | 2008                  | 5368      | Культурные: ii, iii, iv                     |
| 11 |             | Ильменские горы | Ближайший город: Миасс Область: Челябинская Федеральный округ: Уральский             | —                                   | 2008                  | 5388      | Природные: vi, vii, viii                    |
| 12 |             | Археологический музей-заповедник Танаис                                                                                                 | Ближайший город: Ростов-на-Дону Область: Ростовская Федеральный округ: Южный         | III век до н. э.—V век              | 2009                  | 5422      | Культурные: ii, iii, v                      |
| 13 |             | Комплекс Башкирский Урал (заповедник Шульган-Таш и заказник Алтын-Солок)                                                                | Республика: Башкортостан Федеральный округ: Приволжский                              | 36—18 тысяч лет назад               | 2012                  | 5666      | Природно-Культурные: i, iii, v, vi, viii, x |
| 14 |             | Девственные леса Коми (повторная номинация в целях расширения и уточнения границ объекта)                                               | Республика: Коми Федеральный округ: Северо-Западный                                  | —                                   | 2014                  | 5925      | Природные: vii, ix                          |
| 15 |             | Западный Кавказ (повторная номинация в целях расширения и уточнения границ объекта)                                                     | Край: Краснодарский, республики: Адыгея, Карачаево-Черкесия Федеральный округ: Южный | —                                   | 2014                  | 5926      | Природные: ix, x                            |
| 16 |             | Мемориальный комплекс «Героям Сталинградской битвы» на Мамаевом кургане                                                                 | Город: Волгоград Область: Волгоградская Федеральный округ: Южный                     | 1959—1967 года                      | 2014                  | 5936      | Культурные: i, iv, vi                       |
| 17 |             | Горный хребет Оглахты | Ближайший город: Черногорск Республика: Хакасия Федеральный округ: Сибирский         | —                                   | 2016                  | 6165      | Природно-культурные: i, iii, vi, x          |
| 18 |             | Исторический центр города Гороховец | Область: Владимирская Федеральный округ: Центральный                                 | XII—XX века                         | 2017                  | 6202      | Культурные: ii, iv                          |
| 19 |             | Сокровища пазырыкской культуры | Республика: Алтай Федеральный округ: Сибирский                                       | VI—III века до н. э.                | 2018                  | 6283      | Культурные: i, ii, iii, vi                  |
| 20 |             | Спасо-Преображенский собор и крепостные валы Переславского кремля                                                                       | Город: Переславль-Залесский Область: Ярославская Федеральный округ: Центральный      | 1152—1157 года                      | 2019                  | 6427      | Культурные: i, ii, iv                       |
| 21 |             | Наследие морских арктических зверобоев Чукотки (поселения Наукан, Эквен и Нунак)                                                        | Округ: Чукотский Федеральный округ: Дальневосточный                                  | 1 тыс. лет н. э. — сер. XX века     | 2019                  | 6440      | Культурные: ii, iii, v, vi                  |
| 22 |             | Село Вятское (историко-культурный комплекс «Вятское»)                                                                                   | Ближайший город: Ярославль Область: Ярославская Федеральный округ: Центральный       | XVI—XIX века (в основном XVIII век) | 2019                  | 6441      | Культурные: ii, v                           |
| 23 |             | Дивногорье | Ближайший город: Лиски Область: Воронежская Федеральный округ: Центральный           | IX—X века, XVII—XIX века            | 2020                  | 6484      | Культурные: ii, iv, v, vi                   |
| 24 |             | Национальный парк Кыталык | Ближайший город: Среднеколымск Республика: Якутия Федеральный округ: Дальневосточный | —                                   | 2021                  | 6520      | Природные: ix, x                            |
| 25 |             | Тувинская Долина Царей | Республика: Тыва Федеральный округ: Сибирский                                        | 1-е тысячелетие до н. э.            | 2021                  | 6583      | Культурные: i, iii, iv                      |
| 26 |             | Денисова пещера | Край: Алтайский Федеральный округ: Сибирский                                         | 300 000 — 20 000 лет назад          | 2022                  | 6625      | Культурные: iii, v                          |
| 27 |             | Башкирские шиханы Торатау, Юрактау и Куштау                                                                                             | Республика: Башкортостан Федеральный округ: Приволжский                              | —                                   | 2022                  | 6626      | Природные: viii                             |
| 28 |             | Исторический центр Торжка и усадебная архитектура Николая Львова                                                                        | Тверская область Федеральный округ: Центральный                                      | XVIII — XIX века                    | 2023                  | 6646      | Культурные: i, iv, vi                       |
| 29 |             | Воскресенский медеплавильный завод | Республика: Башкортостан Федеральный округ: Приволжский                              | 1745                                | 2023                  | 6648      | Культурные: ii, iv, v                       |
| 30 |             | Мемориалы героям Великой Отечественной войны: Брестская крепость и Мамаев курган                                                        | Область: Волгоградская Федеральный округ: Южный (совместно с Белоруссией )           | 1959—1967 года                      | 2024                  | 6776      | Культурные: ii, iv, vi                      |
| 31 |             | Комплекс сооружений некрополя Цой-Педе                                                                                                  | Республика: Чечня Федеральный округ: Северо-Кавказский                               | XIII—XVII века                      | 2024                  | 6780      | Культурные: ii                              |
| А  |             | Ханский дворец в Бахчисарае | Крым                                                                                 | XVI век                             | 2003, 2012            | 1820 5774 | i, ii, iii, v, vi                           |
| Б  |             | Генуэзская крепость Солдайя в Судаке | Крым                                                                                 | VI — XVI век                        | 2007, 2010            | 5117 5575 | ii, iv, v                                   |
| В  |             | Крымская астрофизическая обсерватория                                                                                                   | Крым                                                                                 | 1945                                | 2008                  | 5267      | ii, iv, vi                                  |
| Г  |             | Генуэзские колонии в Северном Причерноморье: Солдайя, Каффа и Чембало                                                                   | Крым Севастополь                                                                     | XIII — XV век                       | 2010                  | 5575      | ii, iv                                      |
| Д  |             | Культурный ландшафт «Пещерных городов» Крымской Готии: Мангуп-Кале и Эски-Кермен                                                        | Крым                                                                                 | V век VI век                        | 2012                  | 5773      | iii, v, vi, vii                             |
| Е  |             | Чуфут-Кале | Крым                                                                                 | V век — VI век                      | 2012                  | 5774      | ii, iii, v, vi                              |
| Ж  |             | Биосферный заповедник Аскания-Нова | посёлок Аскания-Нова, Херсонская область                                             | конец XIX века                      | 1989                  | 673       | x                                           |

### Географическое расположение объектов
Количество объектов по федеральным округам (за исключением повторных номинаций):
- Южный — 11
- Сибирский — 8
- Центральный — 5
- Дальневосточный — 5
- Приволжский — 2
- Северо-Западный — 1
- Северо-Кавказский — 2
- Уральский — 1

### Исключённые из предварительного списка объекты
Часть объектов была ранее исключена ЮНЕСКО из Предварительного списка по той или иной причине.
В данный перечень не включены объекты, которые были исключены, но позднее опять добавлены в Предварительный список или включены в Основной список, в том числе под другим названием (например, «Истоки Великой Оби» и «Золотые Алтайские горы»).
Источники: , 
| #  | Изображение | Название                                                                  | Местоположение | Время создания | Год внесения в список | №    |
| -- | --- | ------------------------------------------------------------------------- | --- | -------------- | --------------------- | ---- |
| 1  | | Архитектурно-исторический комплекс «Странноприимный дом» графа Шереметева | Город федерального значения: Москва Федеральный округ: Центральный                                                                   | XIX век        | 1996                  | 571  |
| 2  | | Валаамский архипелаг                                                      | Республика: Карелия Федеральный округ: Северо-Западный                                                                               | С XIX века     | 1996                  | 572  |
| 3  | | Водлозерский национальный парк                                            | Республика: Карелия и Область: Архангельская Федеральный округ: Северо-Западный                                                      | —              | 1996                  | 578  |
| 3  | Несоответствие природным критериям Всемирного наследия. Вместе с тем, Комитет отметил богатое культурное наследие региона и рекомендовал номинировать его как культурный объект. Также Комитет не исключил того, что Водлозерский национальный парк может быть номинирован как часть Зелёного Пояса Фенноскандии. Представительство России, при поддержке делегата из Финляндии, заявило, что продолжит работу над этим предложением. |                                                                           | |                |                       |      |
| 4  | | Дельта реки Лены                                                          | Республика: Якутия Федеральный округ: Дальневосточный                                                                                | —              | 1998                  | 953  |
| 4  | Снят с номинирования. |                                                                           | |                |                       |      |
| 5  | | Храм Христа Спасителя                                                     | Город федерального значения: Москва Федеральный округ: Центральный                                                                   | 1994—1997 года | 1998                  | 1168 |
| 5  | Решение выдвинуть храм, целиком отстроенный в 1994—1997 гг, в качестве кандидата на включение в список Всемирного наследия подверглось критике за несоответствие одному из главных критериев ЮНЕСКО — подлинности («воссоздание заново полностью утраченных сооружений не может рассматриваться как реставрация»). |                                                                           | |                |                       |      |
| 6  | | Первый железнодорожный мост через реку Енисей                             | Край: Красноярский Федеральный округ: Сибирский                                                                                      | 1895—1899      | 2001                  | 1459 |
| 6  | Разборка оригинального моста на металлолом и невыполнение п. 67 «Оперативного руководства». |                                                                           | |                |                       |      |
| 7  | | Церковь Димитрия на Крови                                                 | Город: Углич Область: Ярославская Федеральный округ: Центральный                                                                     | XVII век       | 2001                  | 1518 |
| 8  | | Тебердинский заповедник (в рамках расширения объекта «Западный Кавказ»)   | Республика: Карачаево-Черкесия Федеральный округ: Северо-Кавказский                                                                  | —              | 2003                  | 1862 |
| 8  | Физически совершенно отдельная часть [от Западного] Кавказа с расстоянием друг от друга в 40 км, что больше подходит для создания нового объекта, а не для расширения существующего. |                                                                           | |                |                       |      |
| 9  | | Кремли России (Астраханский, Псковский, Угличский)                        | Города: Астрахань, Псков, Углич Область: Астраханская, Псковская, Ярославская Федеральный округ: Южный, Центральный, Северо-Западный | С XI века      | 2010                  | 5517 |
| 9  | В 2013 году Россией была предпринята попытка номинировать объект из 6 кремлей (включая Московский, Казанский и Новгородский), однако Комитет отклонил заявку (за размытость категории и неполноту перечня), отправив её на доработку. Номинация также подверглась критике со стороны российских экспертов. |                                                                           | |                |                       |      |
| 10 | | Архитектурно-парковый ансамбль Измайлово                                  | Город федерального значения: Москва Федеральный округ: Центральный                                                                   | XVII век       | 2011                  | 5622 |

## Возможные кандидаты на включение в список
Несмотря на поручение президента России от 25 декабря 2015 года по объектам ЮНЕСКО, большинство регионов не торопится предоставлять информацию о находящихся на их территории объектах всемирного наследия или сообщают об их отсутствии, что не соответствует действительности, по заявлениям ответственных экспертов. Особенно остро ситуация обстоит с культурными памятниками, в частности, в период с 2005 по 2014 года не было включено ни одного объекта в российский список, хотя сессии ЮНЕСКО проводятся ежегодно.
Это связано как с большой ответственностью за сохранность объекта всемирного значения, так и с высокой стоимостью подготовки номинационного досье и предварительных работ по реставрации и управлению. Проблема существует и с теми объектами, которые уже значатся в списке (17 объектов на 2016 год), но не продвигаются по тем же причинам, как обстоит дело, например, с историческим центром Иркутска.
В рамках программы по оценке перспективности новых объектов для включения в список ЮНЕСКО был разработан Национальный индекс культурного наследия (НИКН), из числа которого и будет производиться отбор культурных памятников для продвижения в список всемирного наследия.
Что касается объектов природного наследия, то ниже приводится перечень только тех, которые предлагается включить в предварительный список ЮНЕСКО России на официальном уровне ответственными лицами:
- Опоки, геологическое обнажение в Вологодской области[31].
- Дельта Волги (Астраханская область)[32].
- Дельта Лены (Республика Якутия)[33].
- Курильские острова (Сахалинская область)[34].
- «Зеленый пояс Фенноскандии» (Мурманская, Ленинградская и Архангельская области, Карелия)[35].
- «Валдай — Великий водораздел» (Тверская область)[36].
- Западный Саян (Красноярский край, Тыва, Хакасия)[37].
- Берингия (Чукотка и Камчатка)[37].